# Cantó de Gaillon-Campagne
El cantó de Gaillon-Campagne és un cantó francès del departament de l'Eure, situat al districte de Les Andelys. Té 20 municipis i el cap es Gaillon.

## Municipis
- Ailly
- Autheuil-Authouillet
- Bernières-sur-Seine
- Cailly-sur-Eure
- Champenard
- La Croix-Saint-Leufroy
- Écardenville-sur-Eure
- Fontaine-Bellenger
- Fontaine-Heudebourg
- Heudreville-sur-Eure
- Saint-Aubin-sur-Gaillon
- Sainte-Barbe-sur-Gaillon
- Saint-Étienne-sous-Bailleul
- Saint-Julien-de-la-Liègue
- Saint-Pierre-de-Bailleul
- Saint-Pierre-la-Garenne
- Tosny
- Venables
- Vieux-Villez
- Villers-sur-le-Roule

## Història
| Data d'elecció                           | Identitat           | Partit                    | Qualitat |
| ---------------------------------------- | ------------------- | ------------------------- | -------- |
| 1967-1973                                | Maurice Maire       | PS                        |          |
| 1982-19..                                | M. Chandelier       | Divers droite             |          |
| 19..-1994                                | Jacques Davoust     | PS, després Divers gauche |          |
| 1994-2008                                | Claude Nachtergaele | Divers gauche             |          |
| 2008-                                    | Jean-Rémi Ermont    | PS                        |          |
| les dades anteriors no són pas conegudes |                     |                           |          |
|                                          |                     |                           |          |

## Demografia
| A partir de 1990: Població sense dobles comptes |